# Адлеровка
Адлеровка — деревня в Малоярославецком муниципальном районе Калужской области в составе сельского поселения «Деревня Шумятино». На 2021 год в Адлеровке числится 5 улиц: Луговая, Луговая 2-я, Полевая, Придорожная и Центральная, высота центра селения над уровнем моря — 171 м. На 2013 год общая площадь населённого пункта составляла 0,341 км².

## Население
| 2002 | 2010 |
| ---- | ---- |
| 40   | ↘30  |

### Гендерный состав
По данным Всероссийской переписи населения 2010 года в гендерной структуре населения мужчины составляли 50 %, женщины — соответственно 50 %.

## Галерея

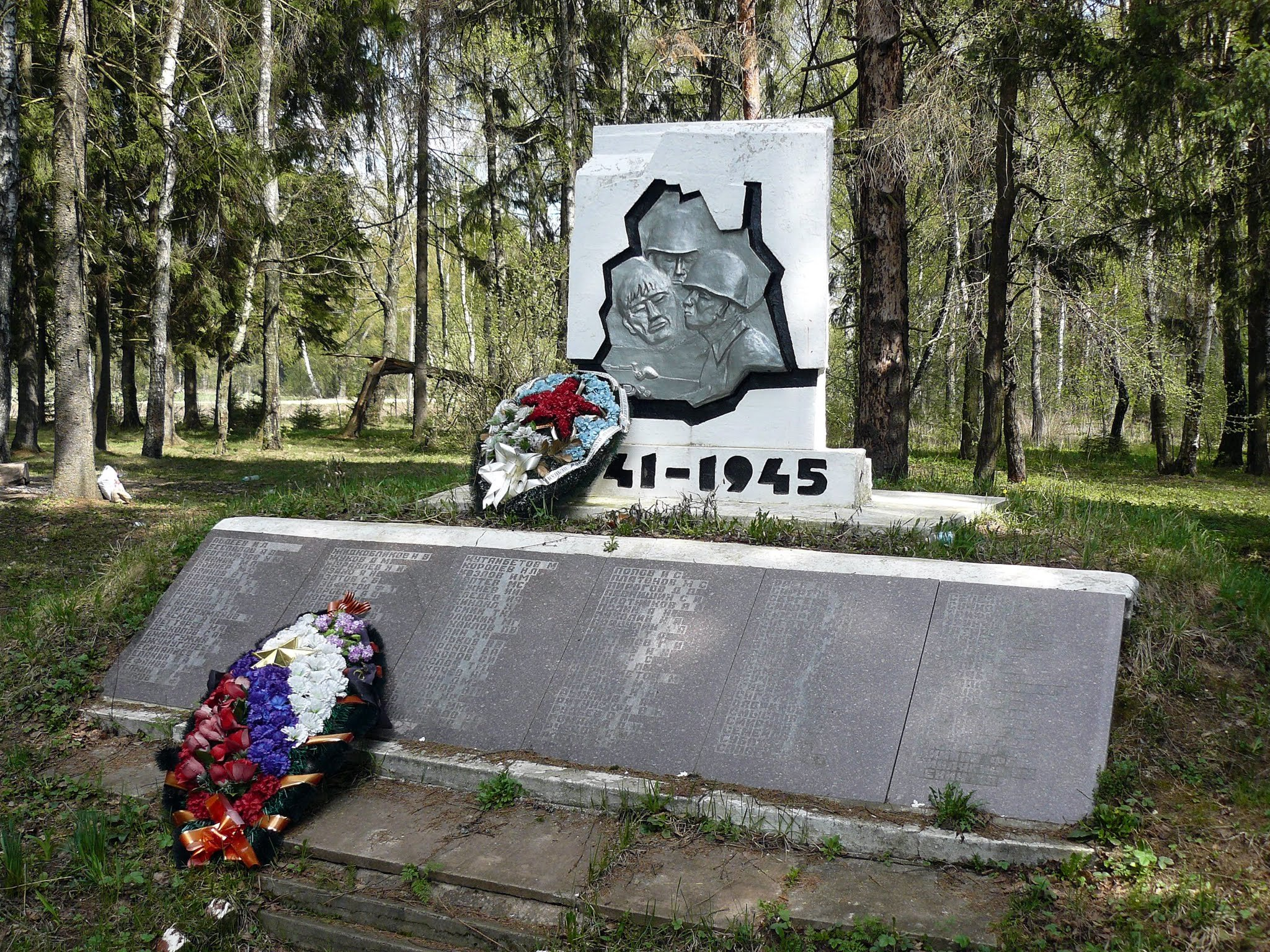
Братская могила в Адлеровке